# Carl Friedrich Tamms
Carl Friedrich Tamms (* 9. April 1828 in Stralsund; † 30. Januar 1898 ebenda) war Oberbürgermeister von Stralsund.

## Leben
Tamms wurde 1828 als Sohn von Carl Heinrich Tamms, der zu diesem Zeitpunkt Archidiakon an der Nikolaikirche war und später dort Pfarrer wurde, geboren. Im Herbst 1847 begann er nach dem Besuch des Stralsunder Gymnasiums mit dem Studium der Rechtswissenschaften in Bonn, Heidelberg und Berlin. In Bonn wurde er 1848 Mitglied des Corps Rhenania.
Am 18. Oktober 1850 legte er die Prüfung als Auskultator in Berlin ab. Er begann seine Laufbahn als Gerichtshörer in Stralsund und legte 1852 in Greifswald die Referendarprüfung ab. Bis 1855 arbeitete er fortan in Naumburg (Saale) am dortigen Kreis- und Appellationsgericht. Dort lernte er auch Mathilde Horn kennen, die er am 12. Juli 1858 heiratete.
Nach der Assessorexamensprüfung am 15. Dezember 1855 in Berlin arbeitete Tamms in Halberstadt, Cottbus, Görlitz und Magdeburg. 1859 wurde er auf Bitten des Stralsunder Rates Mitglied im hiesigen Rat und übernahm die Polizeidirektion. 1873 wurde ihm der Rote Adlerorden verliehen.
Nach langjähriger Tätigkeit im Rat wurde er 1879 zum Nachfolger des am 18. Juli verstorbenen Bürgermeisters Denhard gewählt. Am 28. Oktober 1879 wurde diese Wahl durch das königliche Patent bestätigt. Am 27. Juni 1887 wurde Tamms zum Ersten Bürgermeister ernannt. Von 1887 bis zu seinem Tode vertrat er seine Stadt im preußischen Herrenhaus. Wegen seiner großen Verdienste um die Stadt Stralsund verlieh ihm Kaiser Wilhelm II. den Amtstitel „Oberbürgermeister“.
Im Januar 1898 erlitt Tamms im Stralsunder Rathaus einen Schlaganfall, an dessen Folgen er am 30. Januar 1898 verstarb. Er wurde am 3. Februar 1898 unter Anteilnahme großer Teile der Bevölkerung auf dem St.-Jürgen-Friedhof beerdigt.